# Michele Gismondi
Pour les articles homonymes, voir Gismondi.
Michele Gismondi (né le 11 juin 1931 à Montegranaro, dans la province de Fermo, dans la région Marches - mort le 5 septembre 2013) est un coureur cycliste italien des années 1950.

## Biographie
Professionnel de 1952 à 1960, Michele Gismondi a notamment été vice-champion du monde sur route en 1959.

## Palmarès

### Palmarès amateur
- 1951
  - Trofeo Cerchi d'Oro Nisi
- 1952
  - Circuito Castelnovese

### Palmarès professionnel
- 1952
  - 3e du Trophée Baracchi (avec Fausto Coppi)
- 1953
  - Grand Prix de l'industrie de Belmonte-Piceno
  - 11e étape du Tour d'Italie (contre-la-montre par équipes)
  - 2e du Tour du Latium
  - 4e du championnat du monde sur route
- 1954
  - 1re étape du Tour d'Italie (contre-la-montre par équipes)
  - 2e du Tour de Campanie
  - 3e du Tour d'Émilie
  - 3e du Grand Prix de l'industrie de Belmonte-Piceno
  - 4e du championnat du monde sur route
- 1955
  - 4e et 5ea étapes de Rome-Naples-Rome
- 1957
  - 4e étape de Rome-Naples-Rome
  - 2e du Tour de Campanie
- 1959
  - Coppa Agostoni
  - 2e de la Coppa Bernocchi
  -  Médaillé d'argent du championnat du monde sur route
  - 2e du Trophée Baracchi (avec Diego Ronchini)
  - 2e du Trophée Boldini (avec Addo Kazianka)
  - 3e du GP Faema

## Résultats sur les grands tours

### Tour de France
1 participation
- 1959 : 30e

### Tour d'Italie
8 participations
- 1953 : 38e, vainqueur de la 11e étape (contre-la-montre par équipes)
- 1954 : 20e, vainqueur de la 1re étape (contre-la-montre par équipes)
- 1955 : 13e
- 1956 : abandon
- 1957 : abandon
- 1958 : 66e
- 1959 : 16e
- 1960 : 24e

### Tour d'Espagne
1 participation 
- 1959 : abandon (17e étape)